# Will Eisner

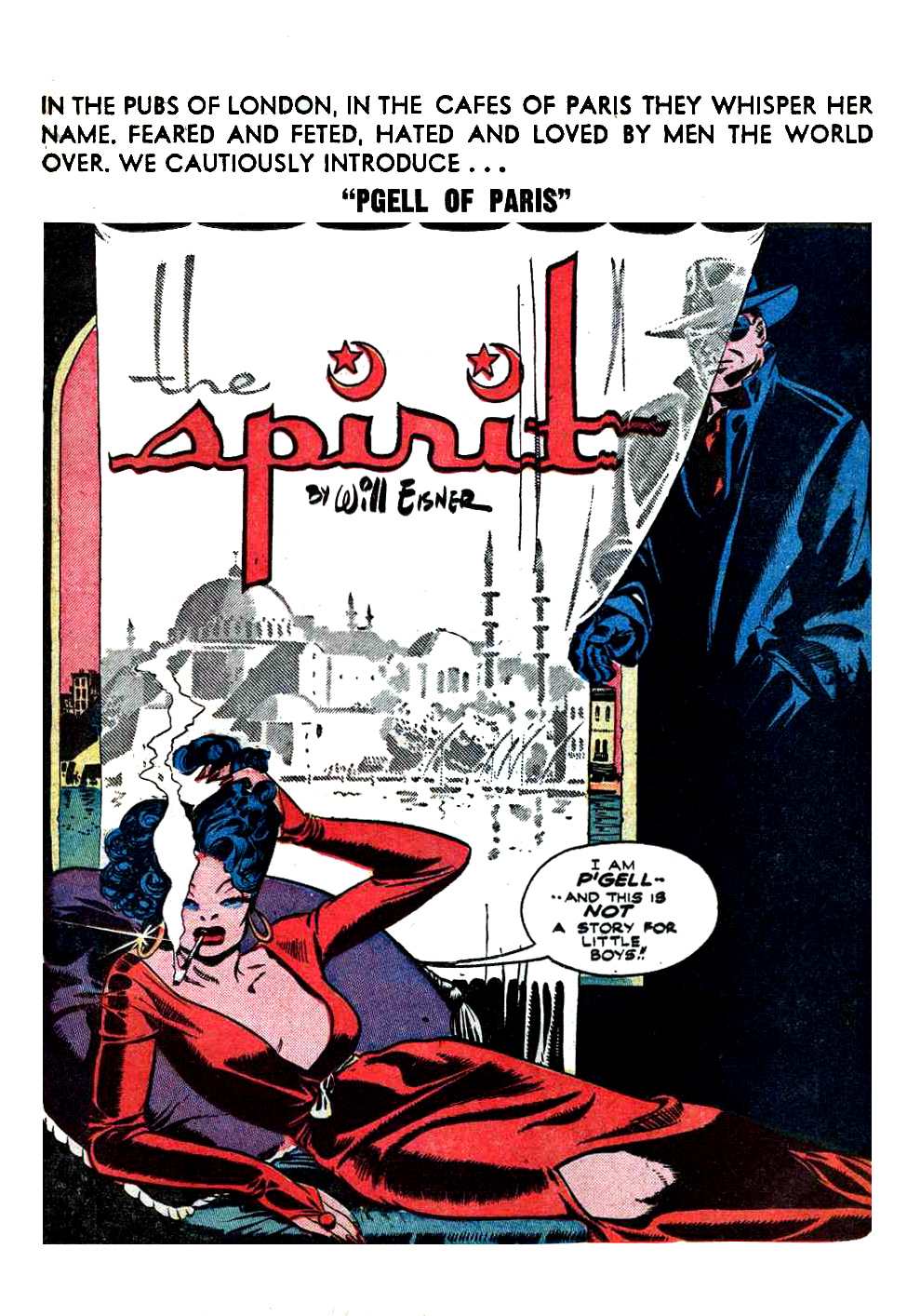
Omslag till The Spirit 1946.

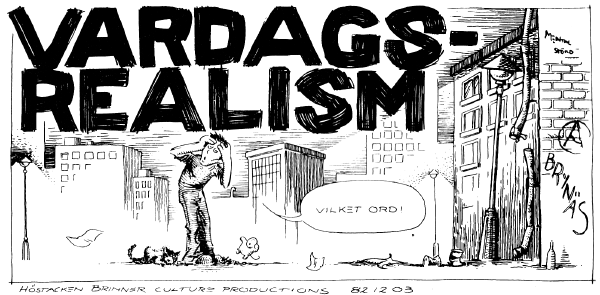
Nicolas Križans serie "Vardagsrealism" (1982) inleds med en tablå inspirerad av Will Eisners storstadsmiljöer. Eisners Spirit och Ett hus i Bronx fanns 1982 översatta till svenska.

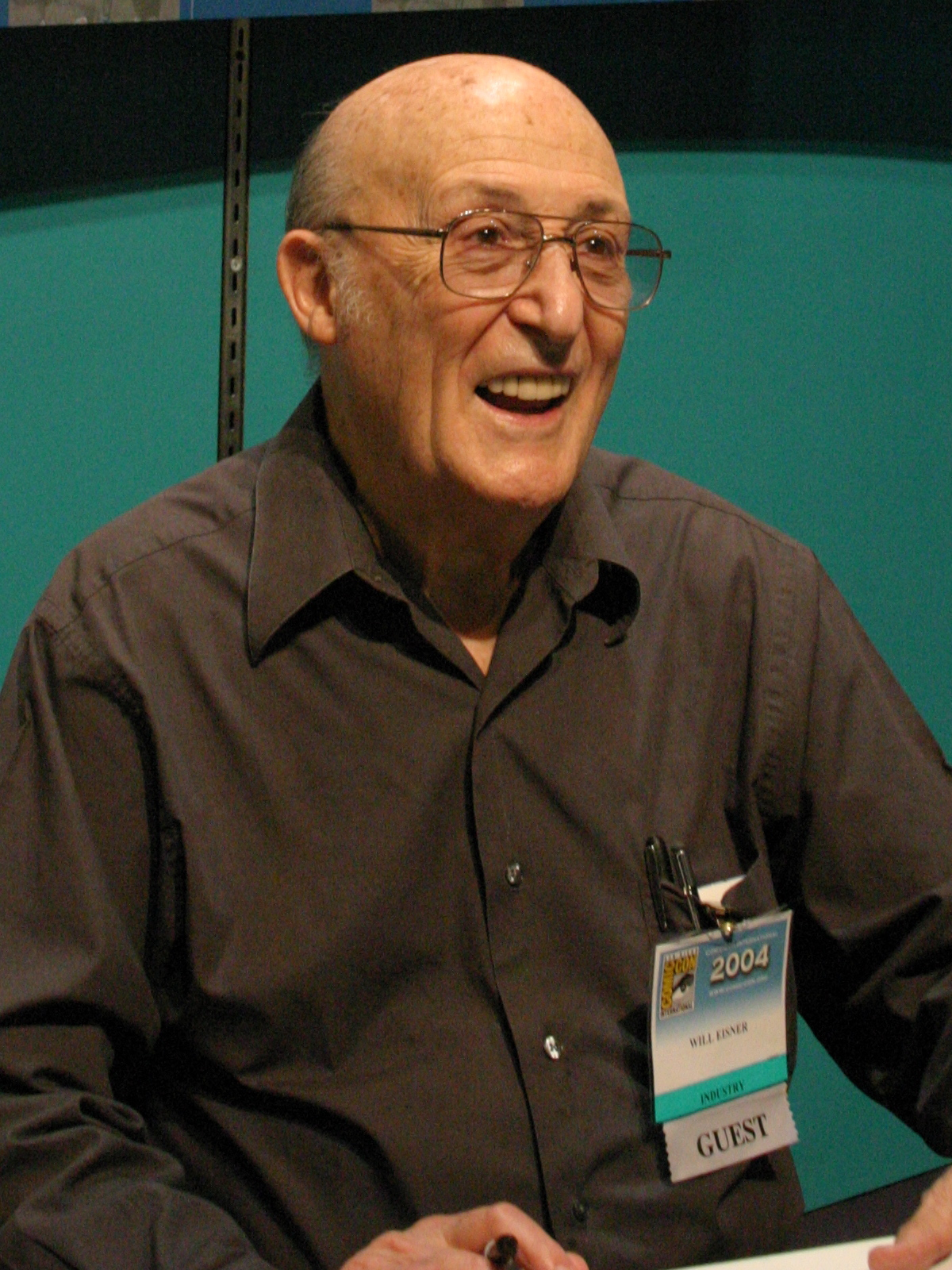
Will Eisner på San Diego Comic Convention 2004.

William Erwin Eisner, född 6 mars 1917 i Brooklyn, New York, död 3 januari 2005 i Fort Lauderdale i Florida, var en av de främsta skaparna av amerikanska tecknade serier. Han har prisats för att ha utvecklat den tecknade seriens konstnärliga och litterära kvalitéer, och är även en viktig förgrundsgestalt inom serieteori, bland annat som föreläsare på School of Visual Arts och författare av de serieteoretiska standardverken Comics and Sequential Art och Graphic Storytelling and Visual Narrative.

## Biografi
Eisner föddes i Brooklyn, New York av judiska föräldrar med rötter i Rumänien och Österrike-Ungern. Hans största publikframgång är Spirit, som han tecknade åren 1940–1952. Den har på svenska publicerats dels i album från Alvglans och dels i tidningen Fantomen under åren 1982 till 1992 samt 2003 till 2004.
Eisner var en tidig amerikansk representant för vardagsrealism i serieform. Redan i slutet av 1970-talet använde han stilen i Ett hus i Bronx (1978). Därefter följde en lång rad flerfaldigt prisbelönta serieromaner i samma stil, med namn som Livskraft (1987), The Building (1987), självbiografin Till stormens hjärta (1992), Droopsie Avenue (1995), The Name of the Game (2001) och Fagin the Jew (2003). Hans sista verk handlar om den klassiska antisemitiska skriften Sions vises protokoll, vilken publicerades postumt i maj 2005 under titeln The Plot och har ett förord av Umberto Eco. Totalt skrev han under sin livstid drygt tjugo serieromaner.

## Stil och betydelse
Eisners Spirit var en intelligent deckarserie, där starka och självständiga kvinnor spelade stor roll. Hans senare karriär, från 1970-talet, utmärktes av realism och brett upplagda serieromaner. Eisner och kollegan Art Spiegelman med sin Maus gick i bräschen för serieromanens etablering på den anglo-saxiska och internationella seriescenen.

### Seriepris
Sedan 1988 delas The Will Eisner Comic Industry Award, känt som Eisnerpriset, årligen ut till amerikanska serieskapare.

### Svenska översättningar
- Spirit. 1-3 (översättning Dagny Dahlberg, Carlsen/if, 1976-1980)
- Ett hus i Bronx (A contract with God) (översättning Dagny Dahlberg, Carlsen/if, 1979)
- Spirit. 4, Kvinnorna kring Spirit (översättning K. Arne Blom, Carlsen/if, 1983)
- Blinka lilla stjärna (Life on another planet) (svensk text: Bertil Falk, Carlsen/if, 1983)
- Spirit. 5-6, 8 (översättning Johan Andreasson, Alvglans, 1984-1985, 1987)
- Storstad (Big city) (översättning Johan Andreasson, Alvglans, 1985)
- Spirit. 7, 9, 11, 12 (svensk text Lennart Allen, Alvglans, 1986, 1988-1990)
- Livskraft (Life force) (översättning Johan Andreasson, Alvglans, 1987)
- Storstadsmänniskor (City people sketchbook) (översättning Johan Andreasson, Alvglans, 1989)
- Spirit. 10 (svensk text Lennart Allen och Johan Andreasson, Alvglans, 1989)
- Till stormens hjärta (To the heart of the storm) (svensk text Jann Westrup, Alvglans, 1992)
- Dropsie Avenue (Dropsie Avenue) (svensk text Jan Svensson, Alvglans, 1997)
- Den vita valen: en förkortad version av Herman Melvilles Moby Dick  (The white whale) (svensk text Björn Wiman, Bokfabriken, 1998)
- Prinsessan och grodan: fritt efter bröderna Grimm (The princess and the frog) (översättning Ola Westerberg, Bokfabriken, 1998)
- Familjen (A family matter) (översättning Ola Westerberg, Bokfabriken, 1998)
- Den siste riddaren: historien om Don Quijote av Miguel de Cervantes (The last knight) (svensk text: Björn Wiman, Bokfabriken, 1999)